# راک هل (مریلند)
راک هل (به انگلیسی: Rock Hall) شهری در ایالت مریلند کشور ایالات متحده آمریکا است که جمعیت آن در سرشماری سال ۲۰۱۰ میلادی، ۱٬۳۱۰ نفر بوده‌است.